# 山本隆弥
山本 隆弥（やまもと たかや、1985年6月28日 - ）は、読売テレビのアナウンサー。

## 来歴
神奈川県横浜市出身。 法政大学第二高等学校、法政大学国際文化学部卒業後の2008年に読売テレビ入社。同期入社は林マオ。
大学時代からMCのアルバイトをしており、大学4年生の時に法政大学同期の菊池優（現テレビ愛知アナウンサー）と共に2007年度法政大学入学式の司会を務めた。また東京アナウンスセミナーに通っていた。2009年12月に、関西テレビのKT☆BOYSに対抗するため、本野大輔・五十嵐竜馬・立田恭三と共に「ytv まだまだボーイズ」を結成。
現在は、全国ネット番組の『情報ライブ ミヤネ屋』や、平日夕方のローカルニュース番組『かんさい情報ネットten!』などにレギュラーで出演中。2013年10月16日には、潜入取材を兼ねて『PON!』（日本テレビの制作で平日午前に放送中の情報番組）にも登場した2018年2月より 『ウェークアップ!ぷらす』に出演し、同年2月末までサブキャスターを務めていた坂木萌子が産休入りで降板した後任として、同年3月以降はサブキャスターに正式就任する。『ウェークアップ』にリニューアルされた2021年3月以降もサブキャスターに据え置き。2019年5月より『大阪ほんわかテレビ』に前任者である森たけしからバトンを受け継ぎ、森が担当していたポジションを引継いでいる。2022年9月16日、同番組内で一般女性と結婚したことを公表した

## 出演番組

### 現在
- 情報ライブ ミヤネ屋（「ミヤネ屋サポーターズ」の一員として随時コーナー出演）
- よしもと黄金列伝! → 八方・陣内・方正の黄金列伝（ナレーター、2012年8月 - ）
- かんさい情報ネットten.（「旬感中継」リポーター、2010年10月 - ）
- 大阪ほんわかテレビ（リポーター、2019年5月より前月末で卒業した森たけしに代わって7代目ナレーター及び情報喫茶店員を就任）
- ytv漫才新人賞（選考会の司会および決定戦のリポーター、「漫才維新〜ytv漫才新人賞選考会」として実施された2011年の第1回から担当）
- 名探偵コナン（デジタルリマスター放送回の副音声解説、2013年8月24日以降）
- 各種NNNニュース枠内ローカルニュース（不定期）
- アナウンサー向上委員会（2020年11月14日 、21日、28日、12月5日、12日）

### 過去
- ウキキの教えて先生!
- あさパラ!（2009年4月4日 - 2010年9月25日）
- Music&Entertainment ガチカメ7（ナレーター、2009年4月7日 - 2010年9月28日）
- もってる!? モテるくん（MC、2012年10月 - 2015年3月28日）
- キューン!（プレゼンター、 - 2018年5月30日）
- 特盛!よしもと 今田・八光のおしゃべりジャングル（ナレーション→スタジオ出演）
- ウェークアップ!ぷらす→ウェークアップ （サブキャスター（メインMC不在時は代理を時折担当）、2018年3月 - 2025年3月29日）